# AVIA

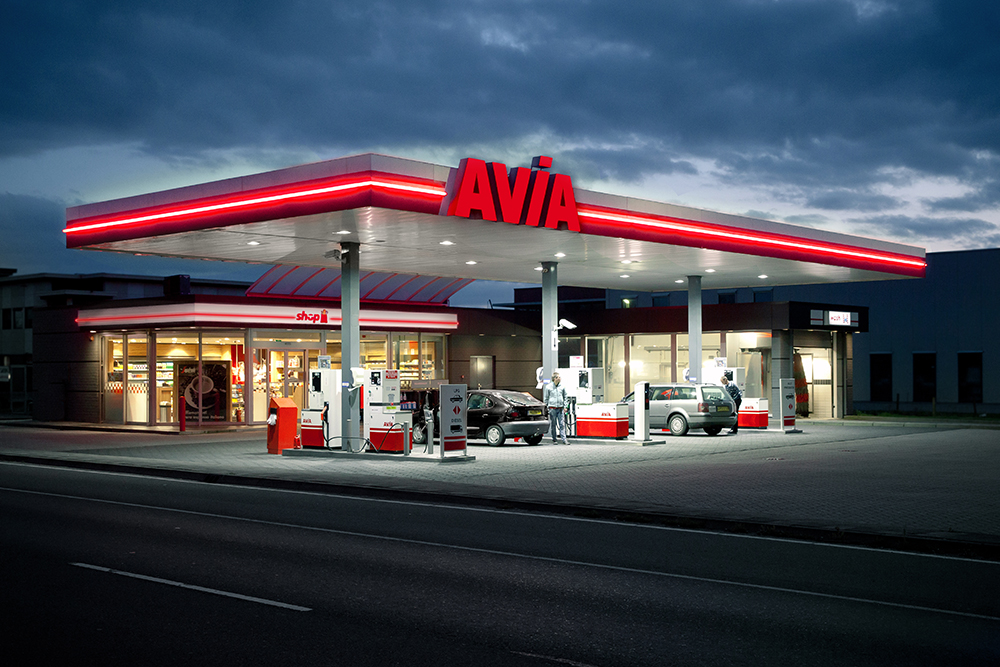
AVIA in Oldenzaal By Night

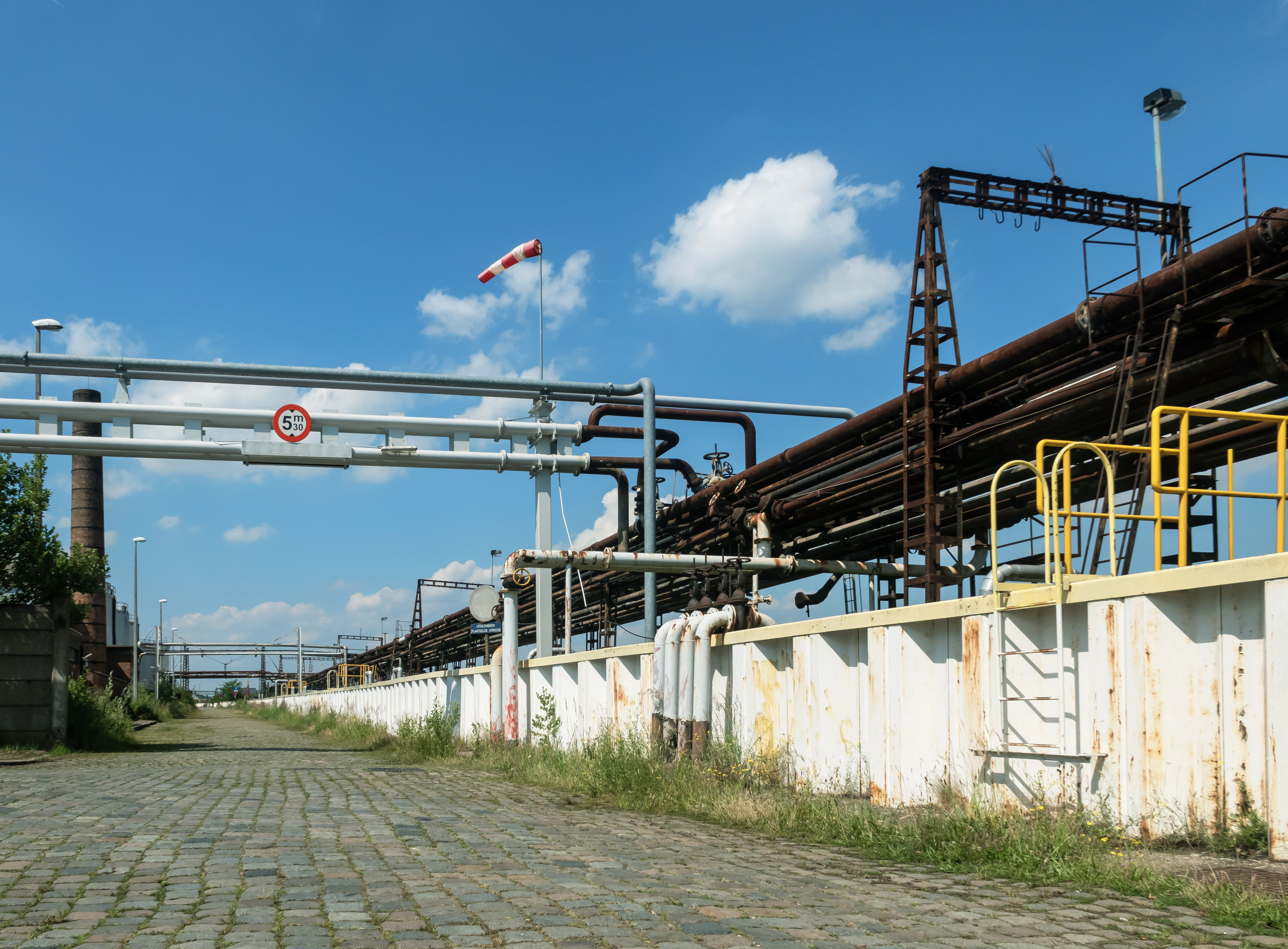
Antwerpen-zuid, olie-en gasbedrijf Avia

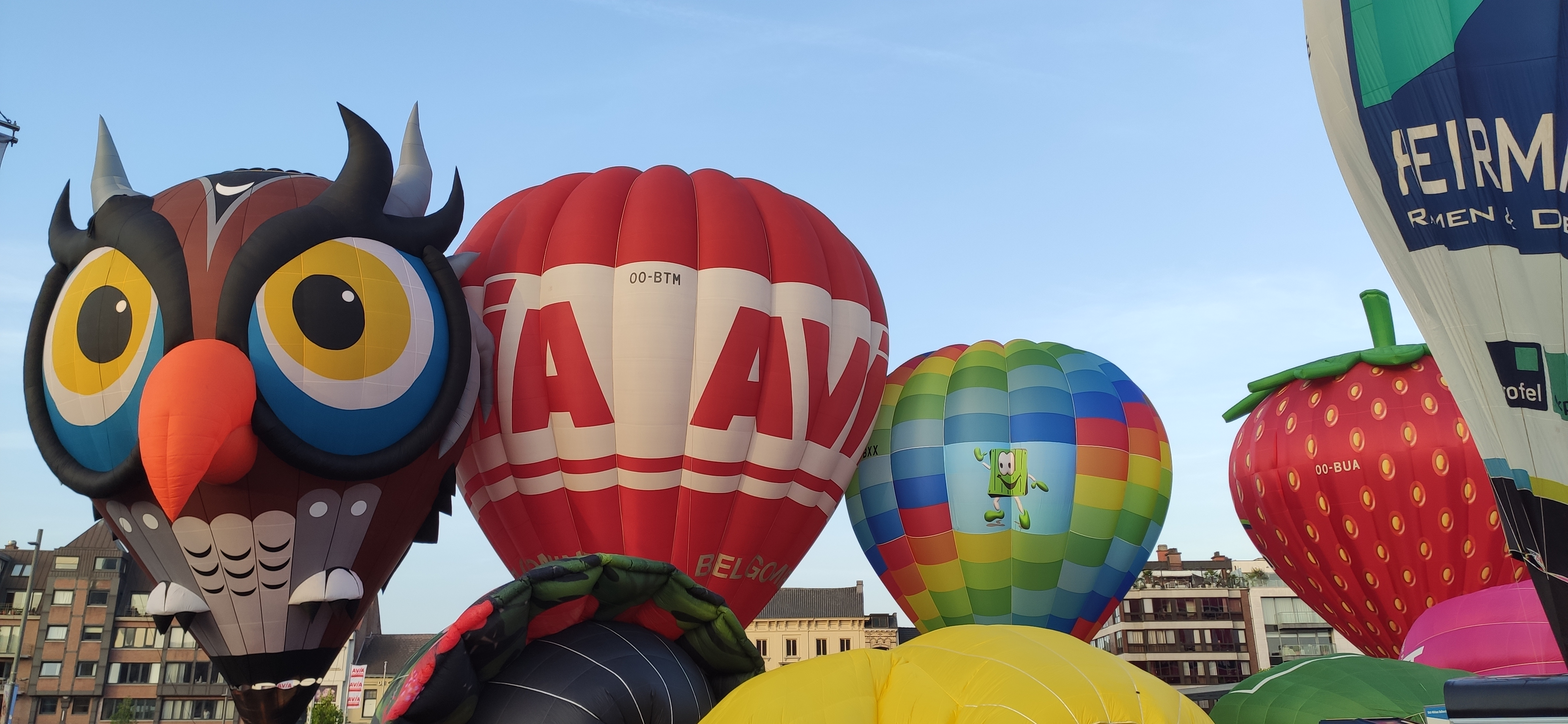
Een luchtballon met reclame van AVIA tijdens de Vredefeesten in Sint-Niklaas

AVIA is een tankstationketen en van oorsprong een Zwitsers bedrijf. AVIA Nederland is de handelsnaam van Coöperatie AVIA Nederland U.A. en vormt samen met vijf zelfstandige ondernemingen in de brandstof- en smeerolie branche (B2C en B2B) AVIA Nederland. AVIA is met bijna 300 tankstations goed vertegenwoordigd in een groot aantal regio’s in Nederland.
AVIA bestaat uit coöperaties per land van zelfstandig opererende ondernemingen in de oliebranche. AVIA Nederland is sinds 1962 actief op de Nederlandse markt. Het eerste station was in Tilburg. Het hoofdkantoor van AVIA Nederland is gevestigd in Soest.

## Geschiedenis
AVIA als merk is ontstaan begin 1900 in Zwitserland als samenwerkingsverband (inkoopvereniging) van een aantal olie- en kolenhandelaren. Hiermee konden ze een sterk blok vormen, gezamenlijke inkoopkracht verkrijgen en bovenal kennis delen. Eke deelnemer had als lid van de coöperatie zeggenschap in de beslissingen. Ook in andere Europese landen waren er handelaren die zich wel wilden verenigen, maar toch hun vrijheid wilden behouden om zelf hun eigen bedrijf te runnen. Men besloot om het lidmaatschap via een landenorganisatie te verstrekken aan handelaren, die wel aan een aantal eisen moeten voldoen om in aanmerking te komen voor lidmaatschap bij zo'n landenorganisatie.
AVIA onderscheidt zich ten opzichte van de bekendere merken als Shell, Esso en Total door de vrijheid voor en betrokkenheid bij de exploitanten. Inmiddels is het AVIA-merk aan te treffen in 13 Europese landen, met in totaal zo'n 3400 tankstations. Buiten dat AVIA zelfstandig werkt, exploiteert AVIA ook als overkoepelende organisatie stations van bijvoorbeeld BP en andere maatschappijen. AVIA is een van de grotere tankstation- en brandstofketens in Nederland en België.